# Wahlkreis Edinburgh Eastern
| Edinburgh Eastern           |
| --------------------------- |
| Edinburgh Eastern · Lothian |
| Gebildet                    |
| 2011                        |
| Abgeordneter                |
| Ash Regan (SNP)             |
| Regionen                    |
| Edinburgh                   |

Edinburgh Eastern ist ein Wahlkreis für das Schottische Parlament. Er wurde 2011 im Zuge der Revision der Wahlkreisgrenzen als einer von neun Wahlkreisen der Wahlregion Lothian eingeführt. Der Wahlkreis entstand aus der Aufspaltung des Wahlkreises Edinburgh East and Musselburgh, der im Wesentlichen in Edinburgh Eastern und Midlothian North and Musselburgh aufging. Das Gebiet von Edinburgh Eastern umfasst die östlichen und südöstlichen Stadtteile von Edinburgh. Der Wahlkreis entsendet einen Abgeordneten.
Der Wahlkreis erstreckt sich über eine Fläche von 30,8 km2. Im Jahre 2020 lebten 89.626 Personen innerhalb seiner Grenzen.

## Wahlergebnisse

### Parlamentswahl 2011
| Ergebnisse der Parlamentswahl 2011 | Ergebnisse der Parlamentswahl 2011 | Ergebnisse der Parlamentswahl 2011 | Ergebnisse der Parlamentswahl 2011 |
| Partei                             | Kandidat                           | Stimmen                            | %                                  |
| ---------------------------------- | ---------------------------------- | ---------------------------------- | ---------------------------------- |
| SNP                                | Kenny MacAskill                    | 14.552                             | 47,4                               |
| Labour                             | Ewan Aitken                        | 12.319                             | 40,1                               |
| Conservative                       | Cameron Buchanan                   | 2630                               | 8,6                                |
| Liberal Democrats                  | Martin Veart                       | 1227                               | 4,0                                |

### Parlamentswahl 2016
| Ergebnisse der Parlamentswahl 2016 | Ergebnisse der Parlamentswahl 2016 | Ergebnisse der Parlamentswahl 2016 | Ergebnisse der Parlamentswahl 2016 | Ergebnisse der Parlamentswahl 2016 |
| Partei                             | Kandidat                           | Stimmen                            | %                                  | ±                                  |
| ---------------------------------- | ---------------------------------- | ---------------------------------- | ---------------------------------- | ---------------------------------- |
| SNP                                | Ash Denham                         | 16.760                             | 47,3                               | −0,1                               |
| Labour                             | Kezia Dugdale                      | 11.673                             | 33,0                               | −7,1                               |
| Conservative                       | Nick Cook                          | 5.700                              | 16,1                               | +7,5                               |
| Liberal Democrats                  | Cospatric d'Inverno                | 1.264                              | 3,6                                | −0,4                               |
| Wahlbeteiligung: 35.397 (56,3 %)   |                                    |                                    |                                    |                                    |

### Parlamentswahl 2021
| Ergebnisse der Parlamentswahl 2021 | Ergebnisse der Parlamentswahl 2021 | Ergebnisse der Parlamentswahl 2021 | Ergebnisse der Parlamentswahl 2021 | Ergebnisse der Parlamentswahl 2021 |
| Partei                             | Kandidat                           | Stimmen                            | %                                  | ±                                  |
| ---------------------------------- | ---------------------------------- | ---------------------------------- | ---------------------------------- | ---------------------------------- |
| SNP                                | Ash Denham                         | 22.658                             | 52,4                               | +5,1                               |
| Labour                             | Bill Cook                          | 12.541                             | 29,0                               | −4,0                               |
| Conservative                       | Graham Hutchison                   | 5.970                              | 13,8                               | −2,3                               |
| Liberal Democrats                  | Jill Reilly                        | 2.035                              | 4,7                                | +1,1                               |
| Wahlbeteiligung: 61 %              |                                    |                                    |                                    |                                    |